# Foedus
Il Foedus (plurale Foedera) era un trattato contratto da Roma con uno o più popoli o città, per regolare i reciproci rapporti.

## Descrizione
Il Foedus, regolando i rapporti tra i romani ed altri popoli, di fatto rappresentava uno strumento di Diritto internazionale.
Esistevano tre tipi di foedus: il foedus societatis (che rendeva soci le controparti), il foedus amicitiae (che stabiliva una forma di amicizia tra le due parti), e il foedus pacis (che stabiliva la pace tra i contraenti). A seconda che il rapporto tra Roma e l'altro contraente fosse paritario o meno il foedus si distingueva poi in foedus aequum o foedus iniquum. In merito a questa distinzione vi sono varie interpretazioni, secondo una teoria il foedus aequum riconosceva entrambe le parti come obbligate ad assistersi a vicenda nelle guerre difensive mentre il foedus iniquum obbligava la controparte ad assistere Roma nelle guerre offensive, limitando di fatto la sovranità del contraente.
Il Foedus legando con un trattato i popoli, anche attraverso il giuramento rituale, assumeva caratteri giuridico-religiosi, come dimostrato dalla circostanza che il compito di concluderlo, come anche quello di dichiarare guerra, era prerogativa dei Feziali, che agivano come una sorta di ambasciatori di Roma.

## Storia
Il Foedus Gabinum fu il trattato di pace fra Roma e Gabi, il Foedus Gabinum che concedeva uguali diritti agli abitanti delle due città, che per la tradizione romana fu scritto da Tarquinio il Superbo in latino con caratteri greci su una pelle di bue, sacrificato per l'occasione, quindi appesa nel tempio di Sanco sul Quirinale distesa su uno scudo di legno.
Il Foedus Cassianum fu un trattato di pace stipulato nel 493 a.C. tra Romani e Latini. che prende il nome dal console Spurio Cassio Vecellino, il quale nonostante la vittoria romana, stipulò il trattato con la Lega Latina su un piano di parità.